# Дібрівка (Миргородський район, село)
Ді́брівка — село у Миргородській міській громаді Миргородського району Полтавської області України. Населення становить 950 осіб. Колишній орган місцевого самоврядування — Дібрівська сільська рада.

## Географія
Село Дібрівка знаходиться за 3 км від лівого берега річки Лихобабівка, за 0,5 км від села Веселе. По селу протікає пересихаючий струмок з загатою.

## Символіка
Символіка затверджена 3 березня 2020 р. рішенням сесії сільської ради. Автори - О.І.Маскевич, В.М.Джунь, Я.В.Квілінський.

### Герб
Щит понижено скошений праворуч на золоте та синє поля. На верхньому золотому полі зображений чорний кінь із червленими (червоними) копитами, який скаче. Це супроводжується у верхньому лівому куті червленим (червоним) лапчастим (козацьким) хрестом (символ Полтавської области). На нижньому синьому полі зображені три золоті жолуді на золотій гілці з двома такими ж листками. Щит розміщений у золотому картуші та увінчаний золотою сільською короною. Під щитом на синій стрічці, підбитій золотом, золотими літерами напис "ДІБРІВКА".
Чорний кінь символізує степові простори, на яких розводили табуни коней. Кращі з них поповнювали кінну частину Миргородського козацького полку, а потім і Дібрівського кінного заводу. Малиновий лапчастий хрест символізує славну історію козацької доби та знаходження села у Полтавській області (жовтий (золотий) лапчастий (козацький) хрест у синьому полі – символ Полтавщини (як прапор Полтавської області так і її герб). Дубова гілка символізує назву села (від слова "діброва"). Герб є промовистим.

### Прапор
Прямокутне полотнище зі співвідношенням ширини до довжини 2:3. Понижено та розділено по діагоналі від древка до нижнього вільного краю. На верхньому жовтому полі зображений чорний кінь із червоними копитами, який скаче. Це супроводжується у верхньому лівому куті червоним (малиновим) розширеним хрестом. На нижньому синьому полі зображені три жовті жолуді на жовтій гілці з двома такими ж листками.

## Конезавод
У селі Дібрівка розмістився один з найбільших конезаводів України — Дібрівський кінний завод заснований у 1888 році князем Дмитром Костянтиновичем Романовим.
Завод розводить російських та орловських рисаків, а також новоолександрівських ваговозів. Щодня за конями слідкують, миють та годують десятки людей.
Найвідоміший представник дібрівських орловських рисаків — Піон 1966—1991 (Отклик — Приданниця), неодноразовий рекордист породи. Жвавість 2.00.1. Однак його феномен полягає не лише в досягненнях на біговій доріжці — він дав численне потомство жвавих дітей та внуків, визнаний найкращим жеребцем-плідником і є родоначальником нової лінії орловської рисистої породи.
Сама природа створила це місце саме для розведення коней. На Дібрівському кінному заводі виробляють кумис, що має дуже поживні якості.
Щороку 2 травня в селі Дібрівка проводиться свято — перегони коней рисистих порід. Це свято відвідують тисячі гостей та туристів, багато з яких приїжджають з миргородського курорту. Тут відбуваються перегони між найліпшими наїзниками, за якими слідкують безліч охочих.
До 2008 р. тут також існувала спортивна школа, що виховувала справжніх наїзників.

## Об'єкти соціальної сфери
- Школа[4].

## Пам'ятки
Перед конторою конезаводу стоїть бронзовий пам'ятник кобилі та лошаті (в натуральну величину).

## Відомі уродженці
- Головко Григорій Володимирович (1900 — 1982) — архітектор.
- Стасенко Михайло Дмитрович (1870 — 1958)— майстер-наїзник міжнародного класу.[5]
- Віценя Лідія Миколаївна (1954)- українська поетеса, прозаїкиня, публіцистка та журналістка.
- Квілінський Ян Владиславович (27.02.1989 – 23.01.2024) – колишній сільський голова Дібрівки (2015 – 2020), Один із авторів символіки села. Воїн Збройних Сил України, учасник Російського вторгнення в Україну (24.02.2022 – 23.01.2024).